# Südkoreanische Badmintonmeisterschaft 1994
Die Südkoreanische Badmintonmeisterschaft 1994 fand Ende Dezember 1994 in Seoul statt. Es war die 35. Austragung der nationalen Titelkämpfe  im Badminton Südkoreas.

## Medaillengewinner
| Disziplin    | Gold                         | Silber                         | Bronze                     |
| ------------ | ---------------------------- | ------------------------------ | -------------------------- |
| Herreneinzel | Lee Kwang-jin                | Kim Young-gil                  | Kim Dong-moon              |
| Herreneinzel | Lee Kwang-jin                | Kim Young-gil                  | Kim Cheol-joong            |
| Dameneinzel  | Ra Kyung-min                 | Lee Joo Hyun                   | Kim Ji-hyun                |
| Dameneinzel  | Ra Kyung-min                 | Lee Joo Hyun                   | Jung Eun-hwa               |
| Herrendoppel | Kim Dong-moon Ha Tae-kwon    | Kang Kyung-jin Yoon Seung-hyun | Kim Yong-ho Lee Kyung-hyun |
| Herrendoppel | Kim Dong-moon Ha Tae-kwon    | Kang Kyung-jin Yoon Seung-hyun | Lee Suk-ho Lee Dong-soo    |
| Damendoppel  | Jang Hye-ock Jang Mi-seon    | Kwon Eun-hee Kim Mee-hyang     | Ra Kyung-min Han Mi-seon   |
| Damendoppel  | Jang Hye-ock Jang Mi-seon    | Kwon Eun-hee Kim Mee-hyang     | Lee Young-suk Gil Young-ah |
| Mixed        | Kim Dong-moon Kim Shin-young | Shon Jin-hwan Jang Hye-ock     | Lee Sang-bok Gil Young-ah  |
| Mixed        | Kim Dong-moon Kim Shin-young | Shon Jin-hwan Jang Hye-ock     | Jeong Joong-ho Choi Ma-ree |

## Finalergebnisse
| Disziplin    | Sieger                       | Finalist                       | Ergebnis          |
| ------------ | ---------------------------- | ------------------------------ | ----------------- |
| Herreneinzel | Lee Kwang-jin                | Kim Young-gil                  | 14-18, 15-9, 15-2 |
| Dameneinzel  | Ra Kyung-min                 | Lee Joo Hyun                   | 5-11, 11-6, 12-11 |
| Herrendoppel | Kim Dong-moon Ha Tae-kwon    | Kang Kyung-jin Yoon Seung-hyun |                   |
| Damendoppel  | Jang Hye-ock Jang Mi-seon    | Kwon Eun-hee Kim Mee-hyang     |                   |
| Mixed        | Kim Dong-moon Kim Shin-young | Shon Jin-hwan Jang Hye-ock     |                   |